# جواد مرتضى
     لشخصية أخرى تحمل اسم جواد العاملي، طالع جواد العاملي (توضيح).

السيد جواد مرتضى العاملي، عالم دين شيعي من جبل عامل، أديب وشاعر.

## نسبه
هو جواد ابن حسين ابن حيدر ابن مرتضى بن محمد بن حيدر بن محمد بن مرتضى بن حيدر بن علي بن حيدر بن محمد بن يوسف بن محمد بن قاسم الحسيني العاملي العيثاوي، ينتهي نسبه إلى زيد الشهيد ابن الإمام علي بن الحسين بن علي بن أبي طالب.

## ولادته ونشأته
ولد في قرية عيتا الجبل من قرى قضاء بنت جبيل في جبل عامل - جنوب لبنان سنة 1266هـ / 1849م.
درس القرآن الكريم ومبادئ الكتابة والقراءة على أبيه في بلدته.
في سنّ السابعة من عمره، انتقل إلى بلدة حدّاثا ودرس علوم النحو والصرف على الشيخ موسى مروة.
وبعدها ذهب إلى شقرا، حيث درس علوم اللغة العربية على السيد عبد الله الأمين (عم السيد السيد محسن الأمين). 
ومن شقرا قصد مجدل سلم ودرس على الشيخ مهدي شمس الدين ما تبقى له من علوم اللغة والمنطق.

### أخوه السيد حيدر مرتضى
حضر على الشيخ موسى شرارة في النجف، توفي أثناء الحرب العالمية الأولى، عام 1336هـ.

## بين جبل عامل والنجف
- هجرته الأولى: في العام 1288هـ / 1871م، وفي سن الواحدة والعشرين قصد النجف لمتابعة تحصيله العلمي مع أخيه السيد حيدر مرتضى. مكث في النجف تسع سنين، درس في بعضها على الشيخ موسى شرارة[5]، ثم عاد بعدها إلى جبل عامل وذلك في العام 1297هـ / 1880م وسكن في قريته وافتتح مدرسة وقصده الطلاب وشرع بالتدريس وكان من أبرز طلابه في هذه المرحلة السيد محسن الأمين. وبقي أخوه السيد حيدر في النجف.
- هجرته الثانية: مكث في جبل عامل أربع سنوات وعاد بعدها إلى النجف لمتابعة دراسته الحوزوية وذلك في العام 1301هـ / 1884م، ودرس على الشيخ محمد طه نجف والشيخ محمد حسين الكاظمي، وقد أمضى في الرحلة الثانية له إلى النجف ما يقارب التسع سنوات، كان يقضي جلّ أوقاته في الدرس والتدريس ثم سار إلى دمشق ـ الشام[6] في العام 1310هـ / 1893م لحاجة الناس إليه ومنها توجه إلى مسقط رأسه (عيتا الجبل) وأقام في المدرسة الحيدرية التي أسسها أخوه السيد حيدر مرتضى، وقام بالتدريس فيها حتى تخرّج الكثير من علماء جبل عامل على يده.

## في بعلبك
لما رأى حاجة أهالي بعلبك إلى العلماء سار بطلب منهم حتى أقام فيهم مدرساً ومصلحاً ومرشداً لمدة 20 عاما، وبمساعيه أسس الجامع الكبير المعروف بـ جامع النهر ومدرسة بالقرب منه ثم رجع إلى عيتا الجبل قبيل الحرب العالمية الأولى.
بعد عودته من بعلبك، بقي في بلدته حتى انتهاء الحرب العالمية الأولى، وعند دخول الفرنسيين إلى لبنان، كان من دعاة الوحدة مع سورية وقد شارك مع لفيف من العلماء العامليين في مؤتمر علماء وادي الحجير

## مؤلفاته
له عدد من المؤلفات منها: 
1. مفتاح الجنات في الحثّ على الصلوات
2. شمس النهار في الردّ على المنار
3. رسالة في جواز الجمع بين الفرائض بدون سفر ولا مطر
4. رسالة في الأخلاق

## ما قيل فيه
- قال السيد محسن الأمين في ترجمته: «كان عالماً فاضلاً تقياً نقياً حسن الأخلاق طيب النفس سليم الصدر شاعراً أديبا».
- قال السيد حسن الصدر في ترجمته: «عالم فاضل، أديب شاعر، له نظم ونثر كثير».
- كتب الشيخ محمد تقي الفقيه في قصة عنه يوم وفاته: «كان من أتقى أهل زمانه في بلادنا، وقد سمعت خلقاً كثيراً يشهد له بذلك منهم الشيخ الوالد».[8]

## وفاته
توفي يوم الخميس 2 جمادى الأولى 1341هـ / 21 ديسمبر1922م. ودفن إلى جنب أخيه العلامة السيد حيدر مرتضى المتوفى سنة 1336هـ. كان لوفاته أسى وحزن عميق وقد اقيمت له مجالس التعزية وذكريات التأبين ورثاء جمع من شعراء عصره.
وقد جمع العلامة السيد عبد المطلب مرتضى (نجله) جميع ما أُلقي من الشعر في تأبينه وما قاله المؤبنون في مجالس ذكراه وأسماه بـ (شجى العباد في رثاء الجواد) وطبع في مطبعة العرفان ـ صيدا سنة 1341 هـ.

## وصلات خارجية
ترجمة السيد جواد في معجم البابطين